# Edward Wotton, 1:e baron Wotton
Edward Wotton, 1:e baron Wotton, född 1548, död 1626, var en engelsk diplomat. Han var sonson till sir Edward Wotton och  halvbror till sir Henry Wotton.
Wotton anlitades under 1570-talet flitigt av statssekreteraren Walsingham i diplomatiska uppdrag (i Wien, Portugal med flera ställen) och sändes 1585 till Skottland för att erbjuda Jakob VI allians, men misslyckades till följd av det stöd drottning Elisabet gav de landsflyktiga skotska stormännen. Han sändes både av Elisabet och hennes efterträdare Jakob som ambassadör till Frankrike, blev rådsledamot 1602 och peer 1603.